# Heracleum xiaojinense
Heracleum xiaojinense är en flockblommig växtart som beskrevs av F.T.Pu och X.J.He. Heracleum xiaojinense ingår i släktet lokor, och familjen flockblommiga växter. Inga underarter finns listade i Catalogue of Life.